# Viola buchtienii
Viola buchtienii là một loài thực vật có hoa trong họ Hoa tím. Loài này được Gand. miêu tả khoa học đầu tiên năm 1913.